# Almidae
Almidae es un grupo de lombrices semiacuáticas de agua dulce que se encuentran con frecuencia en el lodo de la orilla de los cauces de agua. Están asociadas a las regiones de clima tropical, aunque en Australasia solo hay una especie nativa: Glyphidrilus weberi.

## Características

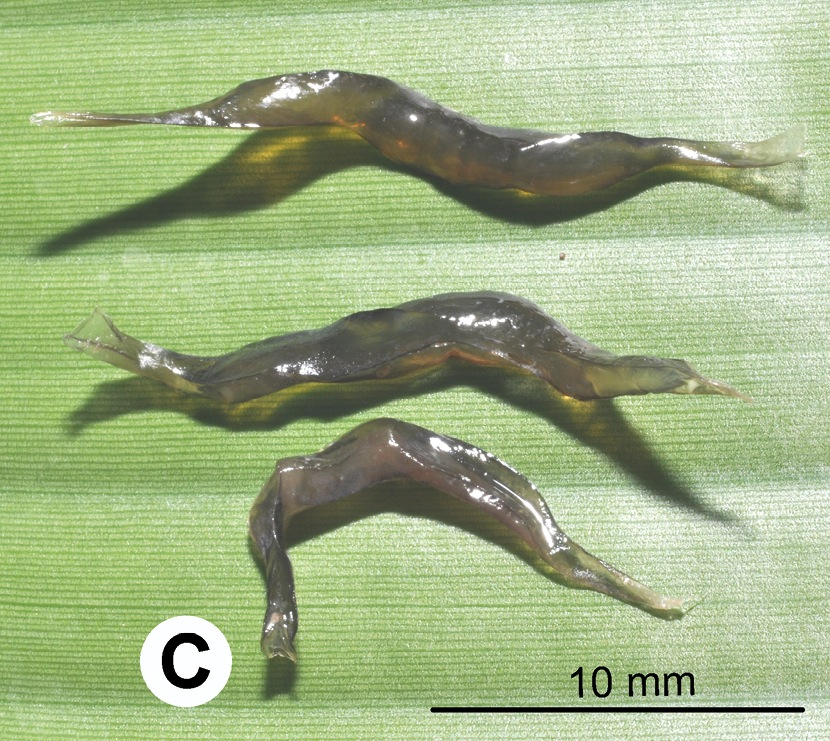
Puesta de Glyphidrilus

Una peculiaridad notable de algunas especies de esta familia, es la tendencia a poseer extensiones de la pared del cuerpo en las proximidades de los poros masculinos o incluyendo a estos. Estas extensiones pueden ser meras protuberancias, como en algunas especies de Drilocrius, o involucrar una mayor extensión del cuerpo como en el género Glyphidrilocrius. Toman la forma de estructuras en forma de ala o quilla llamadas en Glyphidrilus, o forma de remo en Alma y en Drilocrius alfari.
La forma del cuerpo en sección transversales cuadrangular, al menos por detrás del clitelo. No hay poro dorsal pero sí surco dorsal.